# يلماز أوزتونا
يلماز أوزتونا (بالتركية: Yılmaz Öztuna)‏ كاتب ومؤرخ وصحفي تركي، ولد في 20 سبتمبر 1930م في مدينة إسطنبول التركية، وتوفي في 9 فبراير 2012 في مدينة أنقرة. من أشهر مؤلفاته والتي تُرجمت إلى اللغة العربية كتاب «تاريخ الدولة العثمانية».